# 閩東語
閩東語（平話字：Mìng-dĕ̤ng Ngṳ̄），又稱閩東片，是漢語族閩語支下的一種語言，亦是中華民國國家語言之一，通行於福建東部沿海（閩東）以及浙江東南部部分縣域。福州和寧德的使用者稱其爲「平話」（平話字：Bàng-uâ），意思是“平常生活中所使用的語言”。浙江泰順、蒼南一帶的使用者稱其為「蠻講」、「蠻話」。

## 分佈
閩東語使用者主要分佈於福建東部福州地區和寧德地區、浙江南部溫州泰順縣及蒼南縣東北部，因通行地域位於福建東部而得名。閩北地區和莆仙地區也有部分人使用閩東語。
閩東語一分支的福州語也是馬祖列島上的通用語言，桃園市八德、中壢等區的馬祖移民聚落亦通行閩東語。
20世紀後半叶，美國的福州移民不斷增加，紐約曼哈頓唐人街南日東百老匯一帶（紐約有三個唐人街，分別在曼哈頓小福州、布魯克林日落公园及皇后區法拉盛）形成閩東語使用區。
欧洲各唐人街社区，如伦敦、巴黎、意大利普拉托等地也有閩東移民社群。
东京池袋的华人社区:251以及東南亞的印尼、汶萊、馬來西亞的東馬砂拉越州詩巫（有新福州之称）及西馬霹靂州实兆远（有小福州之称）、柔佛州永平和新加坡也有福州族群的移民使用閩東語。

## 歷史
福建原為百越七閩之地，戰國末期，楚國滅越國，越國王族南下福建，建立閩越國。前110年，閩越國為西漢所滅，漢朝駐軍進入福建境內，帶來古吳語和古楚語，與屬於壯侗語系的閩越語相融合，形成原始閩語。此後，在西晉時發生八姓入閩的事件。唐末，王潮、王審知兄弟率河南固始籍軍隊進入福建，將大量上古漢語、中古漢語的音韻融入閩語中。大約在唐末至五代時期，原始閩語分化為閩東語、閩南片和閩北片。语言学家李如龙认为，闽东语是在王潮、王审知兄弟主政福建时形成的，当时有过一次时间短、批量大的移民潮，许多中原民众为躲避战乱进入福建定居。大約在宋朝建立以後，因興化地區（今莆田市）行政區劃歸屬的變動，閩東語與閩南片發生語言接觸，形成莆仙片。
因福州的行政中心地位，在閩語閩東語各方言中，福州話長期居於優勢方言地位。今日的寧德市一帶曾長期屬於福州管轄之下，元朝至元年間始設福寧州，南片（侯官片）和北片（福寧片）方言才漸漸出現差異。南片的代表方言福州話對周邊地區語言的影響甚大，閩東語全境皆存在能聽會說福州話之人。北片則以福安話為代表方言，在北片全境皆可通用。在閩東語流通的極北地域，受吳語溫州話影響，融入不少吳語的元素。
近代，閩語閩東語使用者發生較大的人口流動。一些人向福建內陸遷移，使閩北地區也出現了使用不少閩語閩東語的社群。不少人向日本、東南亞及至歐美國家移民，使得閩語閩東語在海外也有一定影響力。

## 語言
由於地理和歷史的原因，閩東語根據音韻和詞彙的不同，再被分做三種支系，三者間交流有一定的困難。
這三個支系是：
1. 侯官片：以福州話為代表。主要通行於閩江流域中下游（包括其支流大樟溪和古田溪流域）至入海口一帶，涵蓋11個縣市，即旧制福州十邑，分別是鼓樓、台江、倉山、晉安、馬尾、閩侯、長樂、永泰、閩清、羅源、連江、福清、平潭、屏南、古田。馬祖列島通行的馬祖話與福州話差別較小，通話比較容易。福清和平潭所通行的福清話與福州話在音韻上有一定的差異。古田和屏南的方言如古田話與福州話差異較大。此外，寧德話傳統上被劃為福寧片，但因其城關腔已經表現出逐漸與侯官片各方言融合的跡象，故有觀點認為寧德話也應被劃入侯官片。
2. 福寧片：以福安話為代表。主要通行於閩東北部的交溪和霍童溪流域及其附近地區，涵蓋7個縣市區，分別是福安、福鼎、霞浦、壽寧、周寧、蕉城、柘榮，即旧制福寧府的大部分地區。
3. 蠻講/蠻話、閩講：使用者居住在浙江省南部，分為兩支。一支通行於浙江東南部的泰順縣及其附近地區，使用者稱之為「蠻講」；另一支居住在蒼南縣東北部沿海一帶，使用者稱之為「蠻話」。其音韻體系由於受吳語溫州話的嚴重影響，與溫州話更為接近，而同福建境內的閩東語音韻差異很大。以前曾有部分學者將這一支歸為吳語的一種方言，但其與吳語之間交流同樣存在著較大的困難。

## 音韻體系
閩東語各方言之間差別差異比較大，因此各方言中，聲母、韻母和聲調上都存在著較大區別。
除蠻講之外，閩東語的方言之間聲母比較一致。福建的閩東語語共有15個相同的聲母，福安話比福州話多出了w和j兩個聲母，有17個。蠻講受到吳語的影響，聲母數比福建的閩東語要多。
在韻母上，閩東語內部之間的差異較大。韻母數量最少的是蠻講，有39個；最多為寧德話，達有69個之多。
在聲調上，閩東語所有方言都有7個聲調，但各地聲調實際發音不同。在清朝中葉，閩東語共有8個聲調，上聲分為陰上和陽上兩種；今日的閩東語已無陰上調，分別併入陽上和陽去兩個聲調。
| 分類   | 侯官片（南片） | 侯官片（南片） | 侯官片（南片） | 福寧片（北片） | 福寧片（北片） | 福寧片（北片） | 蠻講/蠻話 |
| 方言   | 福州           | 福清           | 古田           | 寧德           | 福鼎           | 福安           | 蒼南錢庫  |
| ------ | -------------- | -------------- | -------------- | -------------- | -------------- | -------------- | --------- |
| 聲母數 | 15             | 15             | 15             | 15             | 15             | 17             | 29        |
| 韻母數 | 46             | 42             | 51             | 69             | 41             | 56             | 39        |
| 聲調數 | 7              | 7              | 7              | 7              | 7              | 7              | 7         |

以下是閩東語各方言之間七個聲調發音的對照表：
|                     | 陰平    | 陽平    | 上聲    | 陰去    | 陽去    | 陰入  | 陽入  |
| 福州話              | ˦˦ 44   | ˥˧ 53   | ˧˩ 31   | ˨˩˧ 213 | ˨˦˨ 242 | ˨˧ 23 | ˥ 5   |
| 福安話              | ˧˧˨ 332 | ˨˨ 22   | ˦˨ 42   | ˨˩ 21   | ˧˨˦ 324 | ˨ 2   | ˥ 5   |
| 寧德話              | ˦˦ 44   | ˩˩ 11   | ˦˨ 42   | ˧˥ 35   | ˥˨ 52   | ˦ 4   | ˥ 5   |
| 福鼎話              | ˦˦˥ 445 | ˨˩˨ 212 | ˥˥ 55   | ˥˧ 53   | ˨˨ 22   | ˥ 5   | ˨˧ 23 |
| 泰順蠻講            | ˨˩˧ 213 | ˧˧ 33   | ˦˥˥ 455 | ˥˧ 53   | ˦˨ 42   | ˥ 5   | ˦˧ 43 |
| 蒼南蠻話 （錢庫）   | ˦˦ 44   | ˨˩˦ 214 | ˦˥ 45   | ˦˩ 41   | ˨˩ 21   | ˥ 5   | ˨˩ 21 |
| 蒼南蠻話 （繆家橋） | ˧˧ 33   | ˨˩˧ 213 | ˦˥ 45   | ˦˩ 41   | ˩˩ 11   | ˥ 5   | ˩ 1   |

## 連讀音變
閩東語下的各方言之間雖然差異很大，但在兩字或兩字以上連讀時，往往會發生這幾個字讀音或聲調發生變化的現象，這類現象統稱為連讀音變。

## 內部差異

### 發音差異
閩東語各方言在字詞發音上往往存在很大差異。以下是數字「一」到「十」在閩東語部份方言中的讀法。
|        | 一          | 二            | 三     | 四        | 五          | 六         | 七       | 八     | 九           | 十        |
| 福州話 | suɔʔ4/iʔ23  | nei242/laŋ242 | saŋ44  | sei213    | ŋou242/ŋu31 | løyʔ4      | tsʰeiʔ23 | paiʔ23 | kau31        | seiʔ4     |
| 馬祖話 | suoʔ5/eik13 | nei242/lɑŋ242 | saŋ55  | sei312    | ŋou131      | løyk5      | tsʰeik13 | paik13 | kau33        | seik5     |
| 福清話 | syo53/eʔ2   | ne41/laŋ41    | saŋ53  | se21      | ŋo41/ŋu32   | løʔ5       | tsʰeʔ2   | peʔ2   | kau32        | seʔ5      |
| 古田話 | syøk5/ik2   | ni324/laŋ324  | saŋ    | si21      | ŋu324       | løyk5      | tsʰik2   | peik2  | kau42        | seik5     |
| 寧德話 | syøʔ5/ek2   | nei332/naŋ332 | sam44  | sei35     | ŋou332      | lœk5       | tsʰek2   | pɛk2   | kau42        | sɛk5/sɛp5 |
| 福安話 | eik5        | nei23/laŋ23   | saŋ332 | sei35     | ŋou23/ŋu42  | lœk2/louk2 | tsʰeik5  | pɛik5  | kou42/kieu42 | sɛik2     |
| 柘榮話 | ik5         | ni213/laŋ213  | saŋ42  | si35/su35 | ŋu213       | lœk2/luk2  | tsʰik5   | pɛk5   | kau51/kiu51  | sɛk2      |

### 詞彙差異
閩東語各方言中也存在著一些詞彙的差異。
| 分類               | 侯官片 | 侯官片 | 侯官片 | 福寧片 | 福寧片     | 福寧片 | 蛮講             | 官話         |
| 方言               | 福州話 | 福清話 | 古田話 | 寧德話 | 福鼎話     | 福安話 | 蒼南蠻話（錢庫） | 現代標準漢語 |
| ------------------ | ------ | ------ | ------ | ------ | ---------- | ------ | ---------------- | ------------ |
| 與其他漢語共通     | 雞     | 雞     | 雞     | 雞     | 雞         | 雞     | 雞               | 雞           |
| 與其他閩語共通     | 雞卵   | 雞卵   | 雞卵   | 雞卵   | 雞卵       | 雞卵   | 雞卵             | 雞蛋         |
| 與其他閩語共通     | 箸     | 箸     | 箸     | 箸     | 箸         | 箸     | 箸               | 筷子         |
| 閩東地區共通       | 乇     | 乇     | 乇     | 乇     | 乇         | 乇     | 物事             | 東西         |
| 閩東地區共通       | 郎爸   | 郎爸   | 郎爸   | 郎爸   | 郎爸       | 阿爹   | 阿爸             | 爸爸         |
| 南北片區差異詞彙   | 我各儂 | 我各儂 | 我各儂 | 我儕儂 | 我儂       | 吾儕   | 我儕老、我們     | 我們         |
| 南北片區差異詞彙   | 豉油   | 豉油   | 豉油   | 豆油   | 醬油       | 豆油   | 醬油             | 醬油         |
| 各地存在差異的詞彙 | 猪角   | 猪角   | 牯猪   | 施猪   | 牯猪、公猪 | 猪狮   | 猪角             | 公猪         |
| 各地存在差異的詞彙 | 糞坑厝 | 糞坑厝 | 坑厝   | 糞池頭 | 屎坑       | 灰楼   | 茅坑             | 厠所、茅房   |

## 現狀

### 中國大陸

#### 闽東地区
福州市作為使用閩語的中心，由于學校長期使用普通話教學、禁止學生在校園使用「方言」，不少家长也认为说「方言」对孩子成长有负面影响，加上外来人口的不斷涌入，其衰退的速度最為迅速。2004年，东南快报記者對福州市區的20名學生進行隨機調查，發現其中9人不會說福州話，佔將近半數；受訪者沒有一人會哼唱福州話童謠。近年來，開始有政府和民間人士保護閩語方言。2008年3月16日，福州电视台生活频道开设福州话节目《攀讲》栏目。2013年4月，蒼南縣錢庫鎮成立苍南蛮话研究发展中心，旨在传承蛮话方言、弘扬蛮话文化、编撰蛮话方言词典和创办蛮话培训基地。2016年，福州地鐵試運行，依次使用普通話、福州話和英語三語報站。現今，福州地鐵車厢内廣播使用三種語言，先後依次為普通話、福州話和英語。2020年11月，福州市教育局確定了32所中小學作為福州方言傳承學校。

### 中華民國（台灣）

#### 福建省
在馬祖列島，2000年頒佈的《大眾運輸工具播音語言平等保障法》規定連江縣的大眾交通工具上必須加播福州語的播音，以保護福州話在公共場合的使用。同時，在馬祖校園裡實施當地本土語言教育。2019年《國家語言發展法》通過後，馬祖話作為中華民國本土語言之一受到法律保護，連江縣將於2022年起把馬祖閩東語列為縣內學生的必修課。另外，福建師範大學指導連江縣（馬祖）編寫了系統性的福州話教材，以福州音為基礎。

### 馬來西亞
在馬來西亞砂拉越，近四成華裔人口為福州移民後裔。早期福州話為較多華人使用，在詩巫是常用語言。由於馬來西亞的教育媒介語以馬來語及英語為主，加上自1980年代以來講華語運動的衝擊之下，致使越來越多福州裔華人不能流利地使用福州話。

## 外部連結
- 福建方言分布图 （页面存档备份，存于）
- Min Dialect Classification （页面存档备份，存于）
- 闽东话ISO代碼 （页面存档备份，存于）